# Arrowsmith (Mid West)
Arrowsmith is een plaatsje in de regio Mid West in West-Australië.

## Geschiedenis
Ten tijde van de Europese kolonisatie leefden de Amangu Nyungah Aborigines in de streek.
In 1839 voer ontdekkingsreiziger George Grey vanuit Perth naar de streek rond de rivier Murchison. Zijn schepen vergingen echter in een tropische orkaan en hij diende honderden kilometers zuidwaarts over land naar Perth te trekken. Hij was de eerste Europeaan die door de streek trok. Op 11 april 1839 ontdekt hij de rivier de Arrowsmith en vernoemde ze naar de cartograaf John Arrowsmith. De rivier mondt uit in 'Lake Arrowsmith'.

## Beschrijving
Arrowsmith maakt deel uit van het lokale bestuursgebied (LGA) Shire of Irwin.
In 2021 telde Arrowsmith 17 inwoners.

## Toerisme
Arrowsmith ligt aan het noordelijk deel van het 'Beekeepers Nature Reserve'. Het 'Western Flora Caravan & Tourist Park' biedt accommodaties, wandelpaden in 'the bush' en gegidste 'wilde bloemen'-wandelingen. Er staat een vogelkijkhut aan het meer.

## Transport
Arrowsmith ligt 335 kilometer ten noorden van Perth en 45 kilometer ten zuidzuidoosten van Dongara, aan de Brand Highway.